# FraSi ViVe
FraSi ViVe è il terzo album solista di Franco Serafini.

## Il disco
L'album contiene otto brani composti dallo stesso Franco Serafini, tra cui le nuove versioni di Hey città (singolo registrato con gli Everest nel 1980 per la Polydor con testo di Valerio Negrini) e di Se ti va così (dal suo primo album solista del 1982) con testo spagnolo di Claudio Ramponi col titolo Si te vale así, già pubblicato nel 2009 come CD singolo.

Come nei precedenti album, tutte le parti musicali sono state suonate dallo stesso autore utilizzando pianoforte, tastiere elettroniche e batteria.

## Tracce
1. Hey città (V. Negrini-F.Serafini)
2. A Work of Art (F.Serafini)
3. Metto le parole a stendere (E.Moriggia-F.Serafini)
4. This Is a State of Confusion (F.Serafini)
5. Sharm (F.Serafini)
6. Si te vale así (C.Ramponi-F.Serafini)
7. Progresso 1 (F.Serafini)
8. FraSi ViVe (F.Serafini)